# Pilsbryspira flucki
Pilsbryspira flucki é uma espécie de gastrópode do gênero Pilsbryspira, pertencente a família Pseudomelatomidae.